# Big Prairie Township (comté de New Madrid, Missouri)
Big Prairie Township est un township, situé dans le comté de New Madrid, dans le Missouri, aux États-Unis,.
Le township est baptisé en référence à une prairie présente dans ses limites.

### Source de la traduction
- (en) Cet article est partiellement ou en totalité issu de l’article de Wikipédia en anglais intitulé « Big Prairie Township, New Madrid County, Missouri » (voir la liste des auteurs).